# Ludwig von Zu Rhein

Ludwig von Zu Rhein (1833–1914). Photographie von Leopold Haase & Comp., Berlin um 1874

Friedrich Ludwig Freiherr von Zu Rhein (* 12. Oktober 1833 in München; † 4. Oktober 1914 in Würzburg) war königlicher Kämmerer und Mitglied des Deutschen Reichstags.

## Lebenslauf
Friedrich Ludwig Freiherr von Zu Rhein besuchte das Gymnasium in München und studierte von 1852 bis 1856 in Würzburg. Er unternahm Reisen nach Belgien, Frankreich, Italien und Dänemark. Vom 1. Mai 1864 bis 9. Oktober 1968 erfolgte eine Anstellung als Assessor am Bezirksamt Würzburg.
Er gehörte 1874 bis 1881 als Abgeordneter des Wahlkreises Unterfranken 6 (Würzburg) für das Zentrum dem Deutschen Reichstag an. Von 1869 bis 1871 war er als Abgeordneter des Wahlkreises Unterfranken 4 (Neustadt an der Saale) Mitglied des Zollparlaments und von 1869 bis 1875 war er auch Mitglied der Bayerischen Kammer der Abgeordneten zuerst für den Wahlkreis Haßfurt, dann für Schweinfurt. Zur Unterstützung seiner Wahl in den Reichstag wurde im November 1876 ein Würzburger patriotischer Verein für die Reichstagswahl von 1877 gegründet und nach der Wahl wieder aufgelöst.
Seit 1874 war er Ehrenmitglied der katholischen Studentenverbindung KDStV Markomannia Würzburg.